# Boulevard Saint-Martin
O Boulevard Saint-Martin forma a fronteira entre o 3.º e o 10.º arrondissements de Paris, o lado sul, os números ímpares no 3.º e no lado norte, os números pares no 10.º.

## Localização e acesso

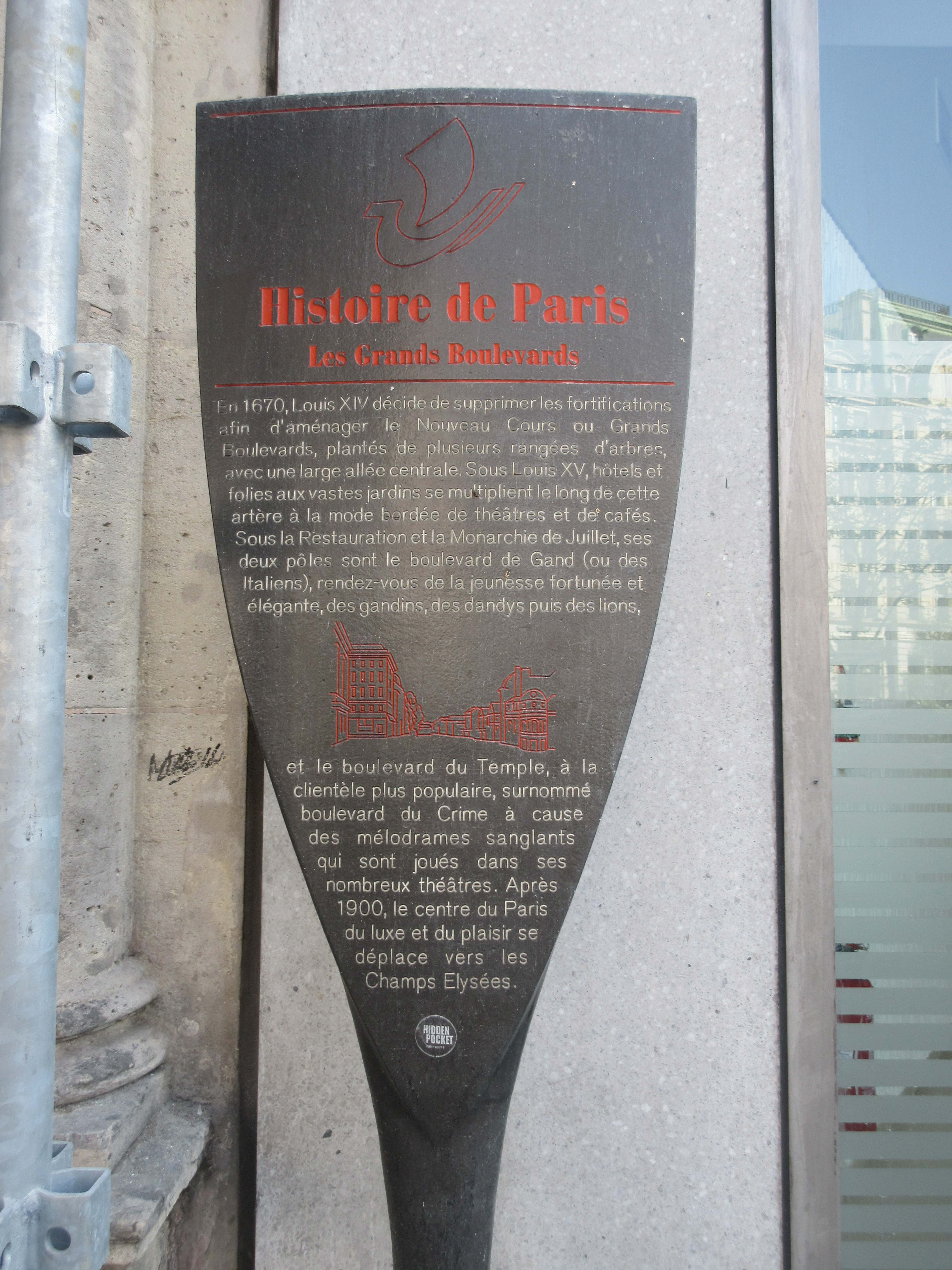
Painel História de Paris

Faz parte da cadeia de Grands Boulevards composta, de oeste a leste, pelos boulevards de la Madeleine, des Capucines, des Italiens, Montmartre, Poissonnière, Bonne-Nouvelle, Saint-Denis, Saint-Martin, du Temple, des Filles du Calvaire e Beaumarchais.
É a seção dos Grands Boulevards entre a Place de la République e a Porte Saint-Martin.
Este local é servido pelas estações de metrô Strasbourg - Saint-Denis e République.

## Origem do nome
O Boulevard Saint-Martin deve o seu nome ao bairro da Rue Saint-Martin onde se localizava o antigo Priorado de Saint-Martin-des-Champs, hoje atribuído ao Conservatoire national des arts et métiers (CNAM).

## Histórico

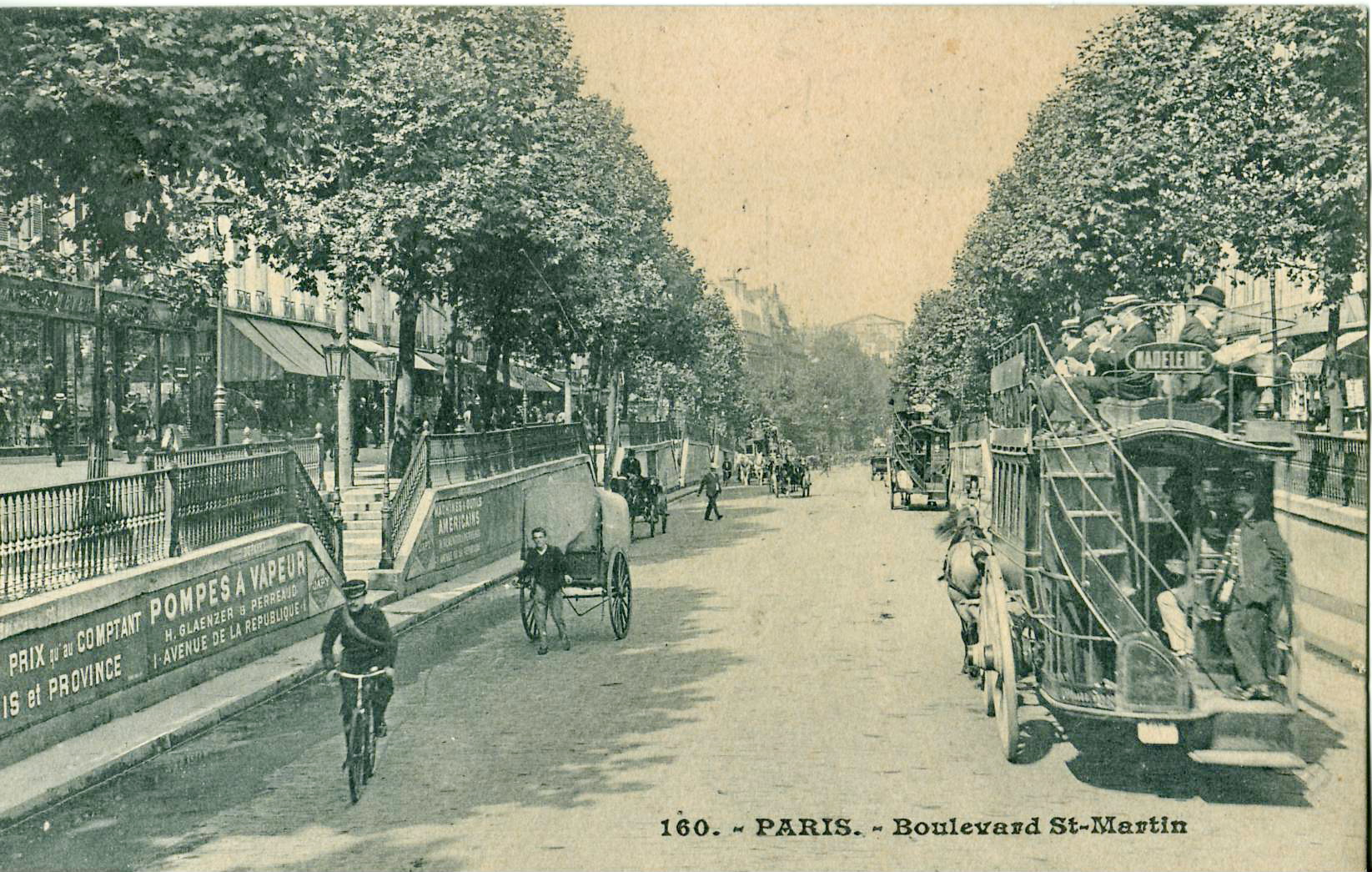
Um ômnibus CGO na avenida, antes da Primeira Guerra Mundial.

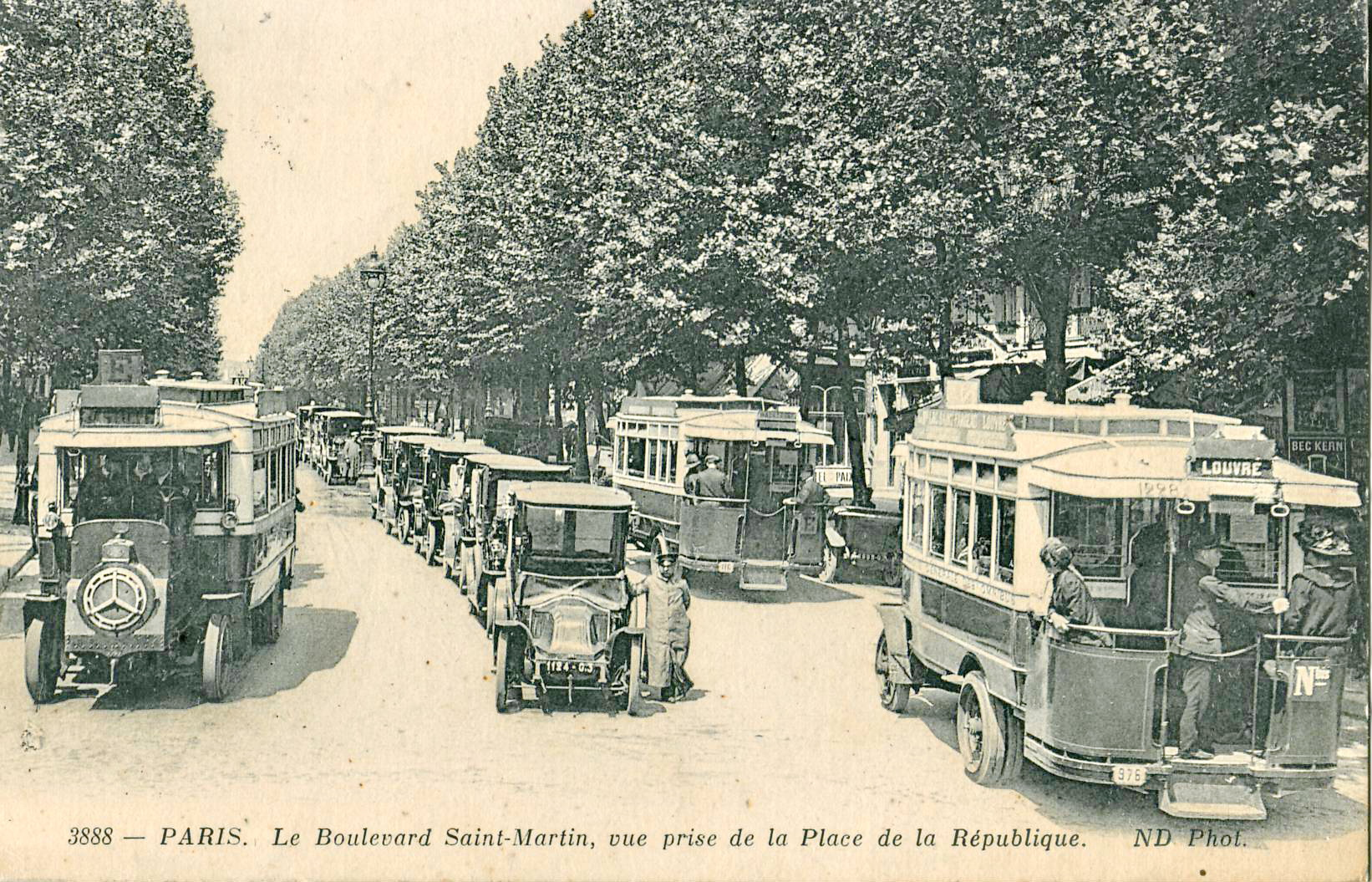
Alguns anos depois, o boulevard é ocupado por ônibus e táxis da CGO. O tráfego de carros particulares parecia inexistente

Como todos os Grands Boulevards, foi construído no lugar do Muro de Carlos V quando foi demolido por volta de 1660. Foi escavado através do antigo Bastião Saint-Martin. A sua inclinação foi amenizada em várias ocasiões, a última em 1851, para facilitar o trânsito, mas as suas calçadas mantiveram-se no nível inicial até cerca de 2 m mais altas. Foi originalmente delimitado por uma rua estabelecida no antigo caminho da contra-escarpa abaixo, antiga Rue de la voirie, atual Rue René-Boulanger da qual foi separada no final do século XVIII por construções.

## Edifícios notáveis e lugares de memória
- Porte Saint-Martin, classificado monumento histórico.[1]
- Théâtre de la Porte-Saint-Martin, inscrito monumento histórico.[2]
- Théâtre de la Renaissance, classificado monumento histórico.[3]
- O diretor Georges Méliès nasceu no número 29 em 1861.[4]
- A cantora Mireille nasceu no número 13 em 1906.
- no 31 antigo acesso à estação de metrô Saint-Martin agora fechado.
- Le Caveau de la République, um famoso cabaré fundado em 1901 no local da fazenda de La Vacherie está no número 1.
- Edifício Dormoy (1932-1933) do arquiteto Fernand Hamelet.